# Polystalactica congoensis
Polystalactica congoensis är en skalbaggsart som beskrevs av Moser 1913. Polystalactica congoensis ingår i släktet Polystalactica och familjen Cetoniidae. Inga underarter finns listade i Catalogue of Life.